# TuS Köln rrh.
Turn- und Sportverein 1874 Köln rechtsrheinisch é uma agremiação alemã, fundada em 1874, sediada em Köln, no bairro Höhenberg. Oferece futebol, atletismo, natação, tênis, ginástica, karatê, rugby e vôlei. O clube se tornou mais conhecido por seu departamento de futebol feminino. O TuS assumira a equipe campeã SSG Bergisch Gladbach, em 1996, mas o elenco deixou o clube, em 2008, para se integrar ao Bayer Leverkusen.

## História

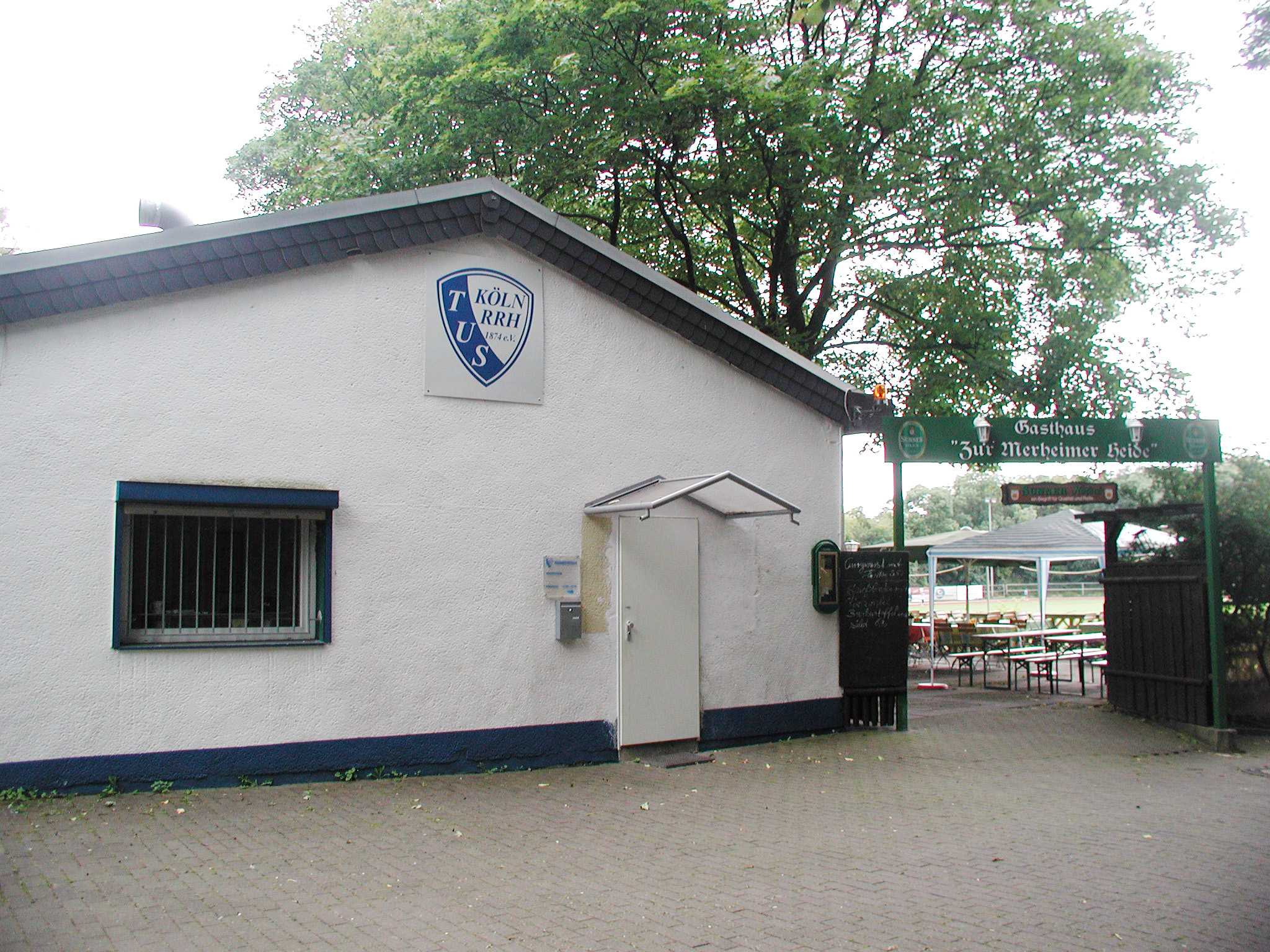
Vista da sede do TuS Köln rrh.

O time de futebol masculino joga atualmente na Kreisliga A Köln, uma das divisões da região do Reno. Já o elenco feminino atuou algumas temporadas entre o segundo e o terceiro módulo. Uma vez que o departamento deixou o clube, em 2008, o TuS tentou estabelecer uma nova seção destinada ao futebol das mulheres, mas ainda sem sucesso.
O TuS Köln rrh. já possuía um equipe de mulheres durante vários anos quando o elenco do SSG Bergisch Gladbach se juntou ao clube em julho de 1996. O ex-time de Bergisch Gladbach atuara na Regionalliga, mesma divisão à qual o  TuS continuou. Em 1999, a equipe foi rebaixada à Verbandsliga, mas conseguiu a promoção imediata à Regionalliga. 
Posteriormente, o clube permaneceu por várias temporadas na Regionalliga. Quando o TuS se qualificou para a Bundesliga 2, logo em seu início, em 2004, o time não foi capaz de satisfazer as exigências de chegar à elite do futebol alemão. 
No final de junho de 2008, esperando melhores condições gerais para a promoção à Bundesliga, o departamento feminino foi incorporado ao Bayer Leverkusen.

## Cronologia do futebol feminino
| Temporada                                                            | Liga                     | Lugar        | W            | D            | L            | GF           | GA           | Pontos       | DFB-Pokal       |
| -------------------------------------------------------------------- | ------------------------ | ------------ | ------------ | ------------ | ------------ | ------------ | ------------ | ------------ | --------------- |
| 1996–97                                                              | Regionalliga (II)        | desconhecido | desconhecido | desconhecido | desconhecido | desconhecido | desconhecido | desconhecido | não qualificado |
| 1997–98                                                              | Regionalliga             | desconhecido | desconhecido | desconhecido | desconhecido | desconhecido | desconhecido | desconhecido | não qualificado |
| 1998–99                                                              | Regionalliga             | desconhecido | desconhecido | desconhecido | desconhecido | desconhecido | desconhecido | desconhecido | 2° fase         |
| 1999–00                                                              | Verbandsliga (III)       | 1            |              | 1            | 1            |              |              |              | não qualificado |
| 2000–01                                                              | Regionalliga (II)        | desconhecido | desconhecido | desconhecido | desconhecido | desconhecido | desconhecido | desconhecido | não qualificado |
| 2001–02                                                              | Regionalliga             | 9            | 7            | 6            | 11           | 34           | 46           | 27           | não qualificado |
| 2002–03                                                              | Regionalliga             | 4            | 12           | 4            | 8            | 43           | 33           | 40           | não qualificado |
| 2003–04                                                              | Regionalliga             | 4            | 10           | 8            | 6            | 43           | 39           | 38           | não qualificado |
| 2004–05                                                              | Regionalliga (III)       | 1            | 19           | 2            | 1            | 67           | 15           | 59           | 2° fase         |
| 2005–06                                                              | 2° Bundesliga (sul) (II) | 4            | 13           | 5            | 4            | 49           | 20           | 44           | 2° fase         |
| 2006–07                                                              | 2° Bundesliga (sul)      | 5            | 10           | 8            | 4            | 43           | 19           | 38           | 3° fase         |
| 2007–08                                                              | 2° Bundesliga (sul)      | 4            | 10           | 6            | 6            | 46           | 28           | 36           | Semi-final      |
| Verde marca a temporada para o acesso, vermelho para o rebaixamento. |                          |              |              |              |              |              |              |              |                 |

## Títulos
- Verbandsliga (III) Campeão feminino: 1999-2000;
- Regionalliga (II) Campeão feminino: 2004-2005;